# Roi Huan de Zhou
Le roi Huan de Zhou, ou Zhou Huan wang (chinois : 周桓王 ; pinyin : zhōu huán wáng), de son nom personnel Ji Lin (姬林), est le quatorzième souverain de la dynastie Zhou. Il est intronisé à Luoyi (洛邑) en -719.

## Règne

### Un règne catastrophique
En -707, il lance une expédition punitive contre le duc Zhuang de Zheng, mais il est vaincu à la bataille de Xuge. À partir de ce moment, les rois Zhou n'interviennent plus dans les affaires de leurs seigneurs féodaux. Ils restent dans leur domaine et se contentent de recevoir les hommages et les tributs de leurs vassaux. Vers -700, l'état de Chu, devient indépendant quand son seigneur Wu, se proclame roi. La dynastie Zhou s'affaiblit considérablement sous son règne. Son règne s'achève en -696. Zhuangwang lui succède.

### Bilan
Le bilan total de son règne est très négatif. En effet, alors que la dynastie s'était redressée sous le règne du roi Ping, la défaite désastreuse qu'il subit face au duc Zhuang de Zheng, mit sa dynastie en mauvaise posture. Effectivement, cette défaite mena ledit duc à devenir de fait le grand hégémon du pays. Désormais sa dynastie était vouée à s'effondrer à plus ou moins long terme.